# Manuel Gaspar Haro
Manuel Gaspar Haro (nascut el 3 de febrer de 1981 a Màlaga) és un exfutbolista andalús que jugava com a lateral dret.

## Carrera de club
Nascut a Màlaga, Andalusia, Gaspar va començar a jugar al planter del Màlaga CF, a l'Atlético Malagueño; posteriorment es va estar dures temporades a Segona Divisió amb un altre equip de la reguió, la UD Almería, i fou nomenat millor lateral dret de la temporada 2005–06.
Va fitxar pel Llevant UE en el retorn d'aquest equip a La Liga la temporada 2006–07. Hi va aparèixer escadusserament durant dues temporades, i va patir el descens a segona amb el club immers en una situació financera precària.
Gaspar va tornar a Màlaga el juliol de 2008, essent pràcticament absent de les alineacions durant la major part de la temporada però va ser molt utilitzat en els últims mesos. Va tornar a aparèixer regularment a la 2009–10, principalment a causa de les lesions dels seus companys d'equip; no obstant això, el 3 d'abril de 2010, es va anunciar que es perdria la resta de la temporada a causa d'un apèndix inflamat, que va ser operat i eliminat amb èxit.
Gaspar va continuar sent exclusivament suplent a la temporada 2010–11, tant per Jesualdo Ferreira com pel seu successor Manuel Pellegrini. El 4 de juliol de 2011, amb 30 anys, va deixar el Màlaga i va tornar a la segona categoria, incorporant-se al FC Cartagena.
Després d'una etapa modesta a la Primera divisió xipriota, Gaspar va signar amb el CD El Palo de la Segona Divisió B. L'any 2014, encara com a jugador en actiu, va tornar a Màlaga com a secretari tècnic.